# Euratom-Versorgungsagentur
Die Euratom-Versorgungsagentur (ESA, englisch Euratom Supply Agency) ist eine Agentur der Europäischen Union, die dazu beiträgt, im Rahmen des Euratom-Vertrages die Versorgung der Europäischen Union mit spaltbarem Material (Natururan, angereichertem Uran, Plutonium und anderen) sicherzustellen. Ihre satzungsgemäßen Aufgaben umfassen die Informationssammlung und Beratung zum Markt von spaltbarem Material. Ihr Ziel ist dabei eine Marktbeobachtung, um die Versorgung sicherzustellen. Die Agentur kann auch spaltbares Material bevorraten.
Die Agentur nahm ihre Tätigkeit am 1. Juni 1960 auf und hat ihren Sitz in Luxemburg. Sie wird von einem Generaldirektor geleitet. Der zugrundeliegende Vertrag zur Gründung Europäischen Atomgemeinschaft wurde zuletzt durch den Beschluss des Rates vom 12. Februar 2008 über die Satzung der Euratom-Versorgungsagentur ausgestaltet.